# Eobania vermiculata
Eobania vermiculata és una espècie de mol·lusc gastròpode terrestre de la família Helicidae, freqüent a Catalunya. Eobania vermiculata és l'espècie tipus del gènere Eobania.

## Distribució
Aquesta espècie és comuna a la regió mediterrània de l'est d'Espanya fins a Crimea: Israel, Egipte, est d'Espanya, est de Bulgària, sud de Grècia, Crimea.
La distribució no indígena d'Eobania vermiculata inclou:
- Sud-est d'Austràlia on es coneix amb el nom comú de chocolate-band snail.[4]
- S'ha trobat un individu a una paret de Lewisham, Londres, Anglaterra, el 2006.[5][6]

També està establert als Estats Units on es considera un amenaça potencial com espècie invasora.

## Descripció
El color que presenta la closca dels individus d'aquesta espècie és molt variable, blanquinós a groc verdós, sovint amb bandes de color o taques. La closca té 4-4,5 espirals.
L'amplada de la closca fa 22–32 mm. L'alçada de la closca fa 14–24 mm.
|  |  |  |

Els individus joves es diferencien de Theba pisana per la gran llargada de l'àpex.

## Ecologia
Eobania vermiculata viu en hàbitats diversos,normalment en vegetació seca, principalment prop de la costa, també en conreus agrícoles.

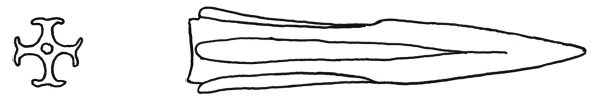
Dibuix del dard amorós dEobania vermiculata.

## Ús culinari
És una espècie criada en helicicultura.
Aquesta espècie es comercialitza i s'exporta des de Grècia a França